# Jef Janssen
Jefke Jef Janssen (Elsloo, 28 ottobre 1919 – Elsloo, 3 dicembre 2014) è stato un ciclista su strada olandese.

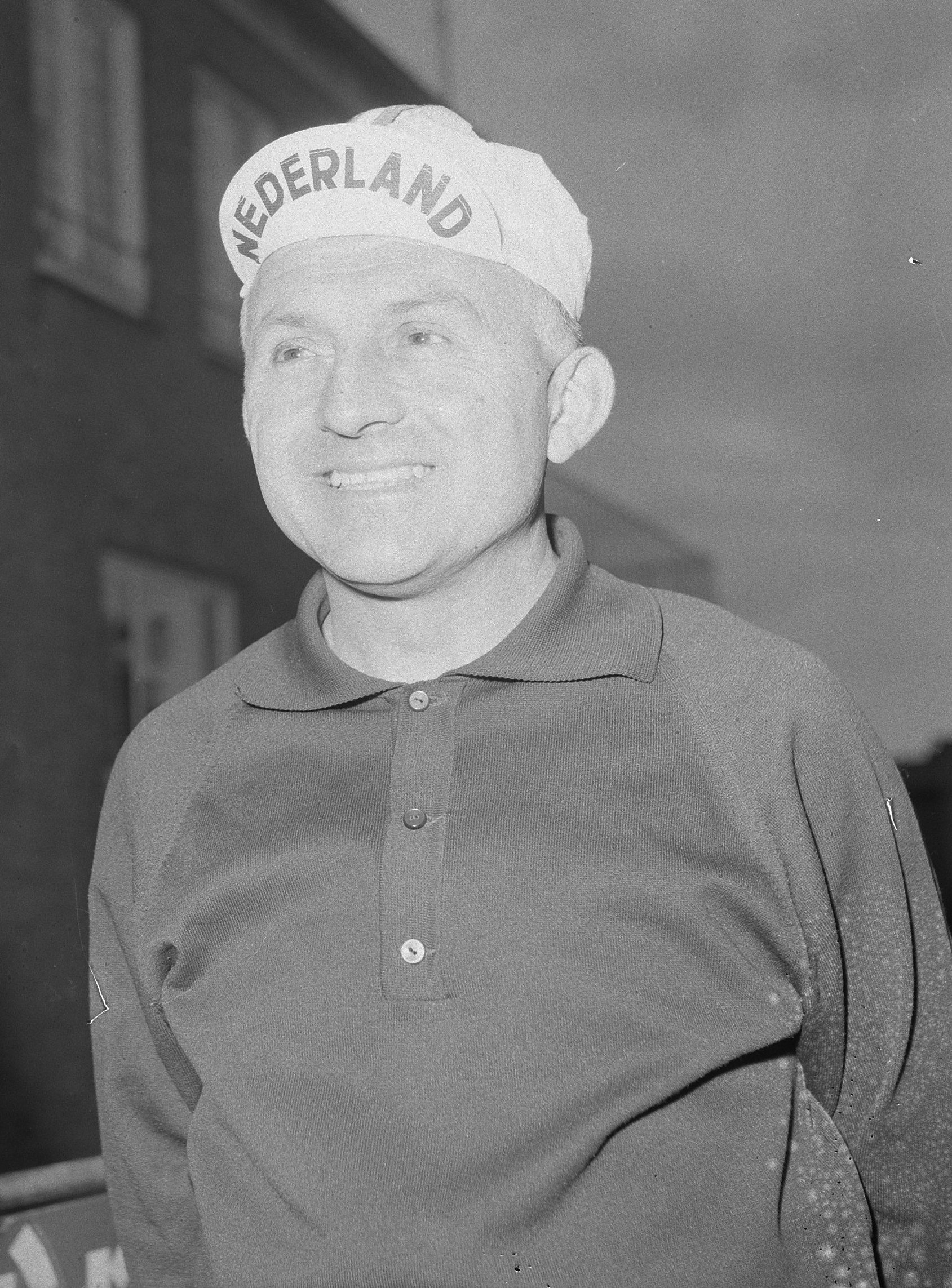
Jef Janssen (1965)

Professionista dal 1946 al 1954, vinse due titoli olandesi e fu terzo nel 1947 ai Campionati del mondo corsi a Reims.

## Carriera
Janssen colse i migliori risultati nel campionato nazionale dove, oltre a vincere due edizioni (1947 e 1949) ed essersi imposto nel 1944 anche nella prova riservata agli indipendenti, seppe raccogliere nove piazzamenti nei dieci nel corso della sua carriera. Nel 1947 partecipò alla prima edizione del Tour de France dopo il termine della Seconda guerra mondiale, si classificò oltre la trentesima posizione ma fu l'unico olandese a terminare la prova.
Fra gli altri risultati, il quinto posto al Giro del Lussemburgo nel 1949, la vittoria del Tour du Limbourg nel 1950, il sesto posto nel Giro dei Paesi Bassi nel 1952 e l'ottavo posto nel Campionato di Zurigo nel 1953. Conclusa la carriera, lavorò come allenatore e direttore sportivo in squadre olandesi e aprì un negozio di biciclette nella sua città natale.

## Palmarès
- 1944 (indipendenti)

Campionati olandesi, Prova in linea Indipendenti
- 1946

Maas-Peel-Mijn Koers
- 1947

Campionati olandesi, Prova in linea
- 1948

Maas-Peel-Mijn Koers
- 1949

Campionati olandesi, Prova in linea
- 1950

1ª tappa Tour du Limbourg
Classifica generale Tour du Limbourg
2ª tappa Saarland Rundfahrt
Classifica generale Saarland Rundfahrt

### Altri successi
- 1944

Criterium di L'Aia
Criterium di Alkmaar
- 1946

Criterium di Kerkrade
- 1948

Campionati olandesi per club
Criterium di Elsloo
- 1949

Campionati olandesi per club
- 1950

Campionati olandesi per club

## Piazzamenti

### Grandi Giri
- Tour de France

1947: 32º
1948: 36º
1950: ritirato
1953: ritirato
- Vuelta a España

1946: ritirato

### Classiche monumento
Milano-Sanremo
1951: 131º
- Giro delle Fiandre

1939: 47º
1943: 29º
1944: 33º
1945: 13º
1946: 21º
1947: 25º
1948: 73º
Parigi-Roubaix
1949: 54º
1950: 71º
1951: 38º
- Liegi-Bastogne-Liegi

1946: 17º
1948: 20º
1950: 12º
1951: 50º

### Competizioni mondiali
- Campionati del mondo

Reims 1947 - In linea: 3º
Copenaghen 1949 - In linea: 20º